# Nasa rufipila
Nasa rufipila är en brännreveväxtart som beskrevs av Weigend. Nasa rufipila ingår i släktet färgkronor, och familjen brännreveväxter. Inga underarter finns listade i Catalogue of Life.